# Professor Tom
Professor Tom är en kortfilm med Tom och Jerry. Den hade premiär den 30 oktober 1948.
Tom försöker lära en kattunge hur man jagar möss, men det går dåligt när musen Jerry motarbetar honom. Kattungen lyckas fånga Jerry, men till Toms förtret vill kattungen vara vänlig mot möss.